# Linus Funke
Linus Funke (* 5. Dezember 1877 in Wachstedt; † 24. März 1961 in München) war ein deutscher Gewerkschafter und Politiker.

## Werdegang
Funke war ab 1906 Leiter des bayerischen Sekretariats des Gesamtverbands Christlicher Gewerkschaften Deutschlands in München. Von 1912 bis 1919 gehörte er dem Landrat von Oberbayern an. Nach der Revolution in Bayern im November 1918 war er zunächst Mitglied des Provisorischen Nationalrats, dann von 1919 bis 1933 als Abgeordneter der Bayerischen Volkspartei im Bayerischen Landtag.
Unter den Ministern Anton Fehr und Karl Stützel, war er vom 18. Dezember 1929 bis 10. März 1933 Staatssekretär für Arbeit im Staatsministerium für Landwirtschaft und Arbeit. Nach 1945 war er führend an der Neuordnung des sozialen Arbeitsrechts in Bayern beteiligt.

## Ehrungen
- 1953: Großes Verdienstkreuz der Bundesrepublik Deutschland
- 1959: Bayerischer Verdienstorden
- Benennung des Linus-Funke-Weges in München
- Ehrenmitglied der katholischen Studentenverbindung KStV Albertia München